# Sainte-Séraphine
Sainte-Séraphine es un municipio parroquial canadiense situado en la provincia de Quebec.

## Superficie
Sainte-Séraphine tiene una superficie de 75,86 km².

## Demografía
En 2021, tenía 441 habitantes, una densidad poblacional de 5,8 hab./km², y 224 viviendas.